# Park Praski Żołnierzy 1 Armii Wojska Polskiego w Warszawie

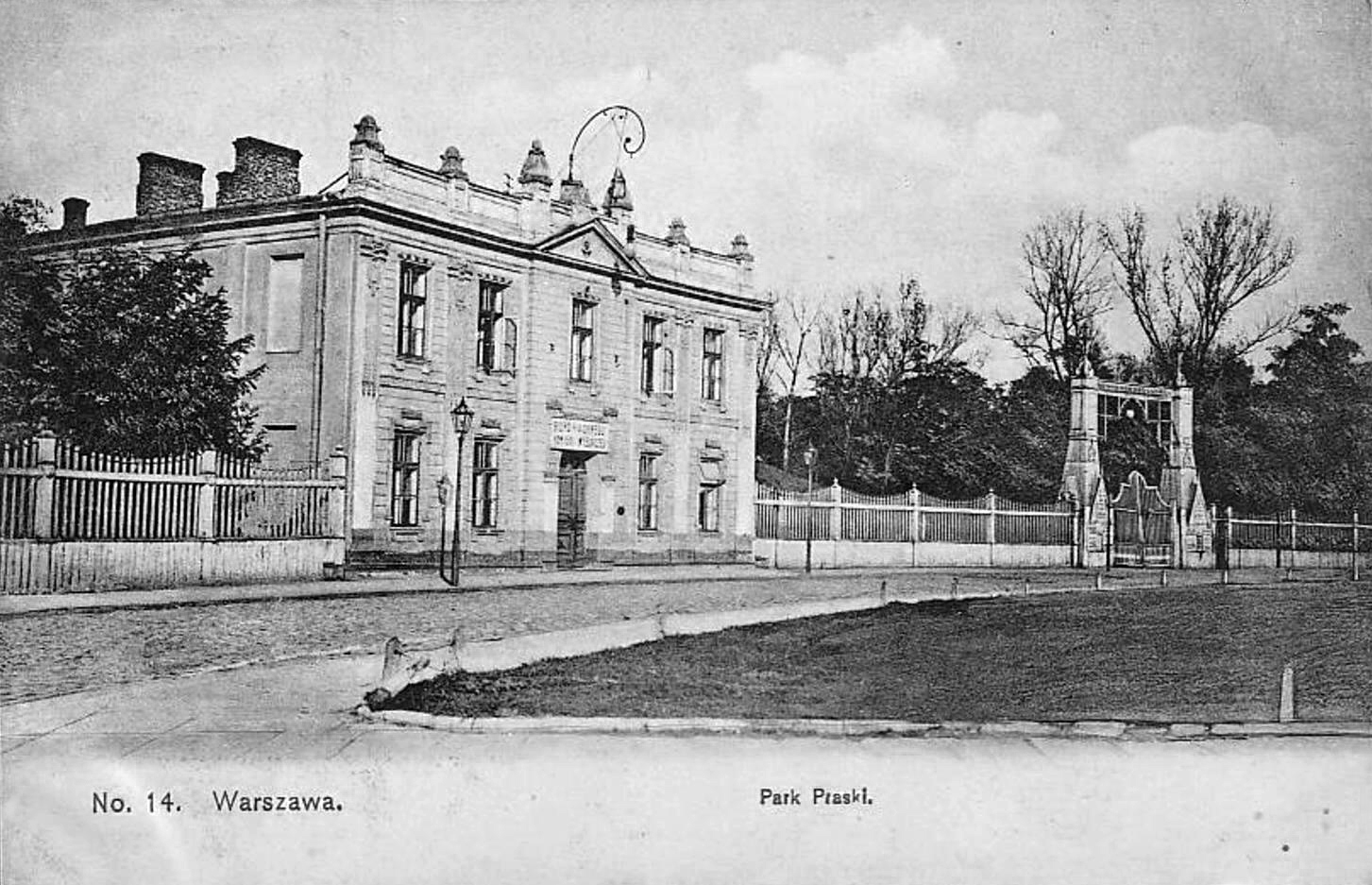
Wejście do parku i budynek teatru (1914)

Park Praski Żołnierzy 1 Armii Wojska Polskiego, w latach 1865–1916 park Aleksandryjski lub Aleksandrowski, w latach 1916–1998 park Praski – zabytkowy park miejski znajdujący się w warszawskiej dzielnicy Praga-Północ.
Obszar parku jest ograniczony ulicami: Ratuszową, Jagiellońską, al. „Solidarności” i Wybrzeżem Helskim. Ma powierzchnię 18,7 ha. Do parku przylega od północy Ogród Zoologiczny, który do 1927 stanowił jego część.

## Opis
W okresie Księstwa Warszawskiego w związku z fortyfikowaniem na rozkaz Napoleona Bonaparte rejonu Warszawa-Serock-Modlin, w latach 1808–1811 na Pradze doszło do wielu wyburzeń na terenie dawnych jurydyk Praga i Skaryszew. Aby przygotować miejsce dla fortyfikacji wyburzono praktycznie znaczną część tych dwóch historycznych jurydyk, a także Golędzinowa. 
W 1846 roku powstał nowy plan regulacji zagospodarowania terenów dawnych fortyfikacji napoleońskich w związku z budową mostu Kierbedzia. Plan ten oparty na wcześniejszym opracowanym w 1835 przez Jakuba Łaszyńskiego pozwolił na wytyczenie obszaru parku Praskiego, a także m.in. ulic Szerokiej (obecnej ks. Ignacego Kłopotowskiego), Brukowej (obecnie Stefana Okrzei) i Jagiellońskiej. 4 kwietnia 1865 car Aleksander II wydał specjalny ukaz zezwalający na powstanie parku, który został nazwany na jego cześć parkiem Aleksandrowskim. Był to pierwszy publiczny park miejski na Pradze.
Park powstał na podmokłym terenie esplanady fortu Śliwickiego. Prace nad jego założeniem  były prowadzone w latach 1865–1871 według projektu Jana Dobrowolskiego (kierownika Ogrodu Krasińskich, a potem Ogrodu Saskiego). Park został zaprojektowany w stylu geometryczno-krajobrazowym. Osią założenia była szeroka aleja wychodząca z obecnego placu Weteranów 1863 roku i biegnąca przez cały park w kierunku północno-zachodnim. Został on otwarty dla publiczności w roku 1871. Posiadał wiele urządzeń służących rozrywce odwiedzających; znajdowały się tam cukiernie i kawiarenki, a od 1903 budynek teatru zbudowany po lewej stronie głównego wejścia. Park był ogrodzony. Odwiedzali go głównie niezamożni mieszkańcy Pragi.
Zachodnia część parku znajdowała się na terenach zalewowych, stąd bywał on zalewany przez spiętrzone wody Wisły. Od rzeki oddzielała go linia kolejki jabłonowskiej oraz równoległa od niej droga, która po 1930 została nazwana Wybrzeżem Helskim. 
W 1916 park został przemianowany na park Praski.
Według nagrodzonego I nagrodą na konkursie w Paryżu Planu regulacji i rozwoju miasta z 1926 r., opracowanego pod kierownictwem A. Jawornickiego i Cz. Rudnickiego, przewidywano rozszerzenie obszaru parku o 60 ha. W 1928 roku na wydzielonej rok wcześniej z północnej części parku o powierzchni 12 ha otwarto Miejski Ogród Zoologiczny (później powiększony do 40 ha). W okresie międzywojennym był to park znany z licznych urządzeń rozrywkowych, m.in. z lunaparku, w tym czasie przybyły tu m.in. parkowa pijka z 1936 roku i popiersie Elizy Orzeszkowej odsłonięte w październiku 1938 roku autorstwa Henryka Kuny. W 1928 w budynku dawnego teatru przekształcono w Dom Żołnierza z popularnym wśród mieszkańców kinem.
W 1937 roku w parku wzniesiono wieżę do skoków ze spadochronem o wysokości 28 metrów.
Po 1945 roku park stracił swój rozrywkowy charakter. Został również, po wyburzeniu istniejącej tam barakowej zabudowy, rozszerzony w kierunku ul. Jagiellońskiej. W 1952 roku oddano do użytku wybieg dla niedźwiedzi brunatnych zbudowany przy trasie W-Z. W latach 60. zezłomowano wieżę spadochronową. W parku pojawiły się rzeźby zwierząt: metalowej żyrafy, a także mniejsze, kamienne figury słonia i żubra.
W parku rosną cenne okazy drzew, m.in. platan klonolistny, miłorząb japoński, kasztany jadalne, klony, lipy i topole.
Od 1998 roku park nosi nazwę Park Praski Żołnierzy 1 Armii Wojska Polskiego. Główna aleja parku, nosząca imię Kazimierza Lisieckiego „Dziadka”, biegnie al. „Solidarności” do Ogrodu Zoologicznego.
W 1990 roku park wraz z Ogrodem Zoologicznym został wpisany do rejestru zabytków.
W 2018 roku konar drzewa spadł na siedzącą na ławce w parku kobietę z niemowlęciem, które w wyniku odniesionych obrażeń zmarło po kilku dniach.
W 2019 roku zakończono inwentaryzację parku, podczas której zbadano 2266 drzew i 82 pojedynczych krzewów oraz 6 grup drzew i 189 grup krzewów.
W 2022 roku Urząd m.st. Warszawy odkupił od prywatnego właściciela przylegającą do parku działkę o powierzchni 282 m², znajdującą się w pobliżu skrzyżowania ul. Jagiellońskiej i al. „Solidarności”, która miała zostać zabudowana.